# Čeng Che (81)
Čeng Che (81) je cvičná loď Námořnictva Čínské lidové osvobozenecké armády.

## Stavba
Čeng Che byla pouze loď postavená v cvičnou lodí typu 679 (v kódu NATO: Daxin), plavidlo se jmenovala „První loď vojenskou akademii čínské“. Plavidlo bylo postaveno v čínské loděnici Čchiou-sin v Šanghaji. Na vodu byla spuštěna 12. července 1986 a do služby byla přijata 27. dubna 1987.

## Konstrukce

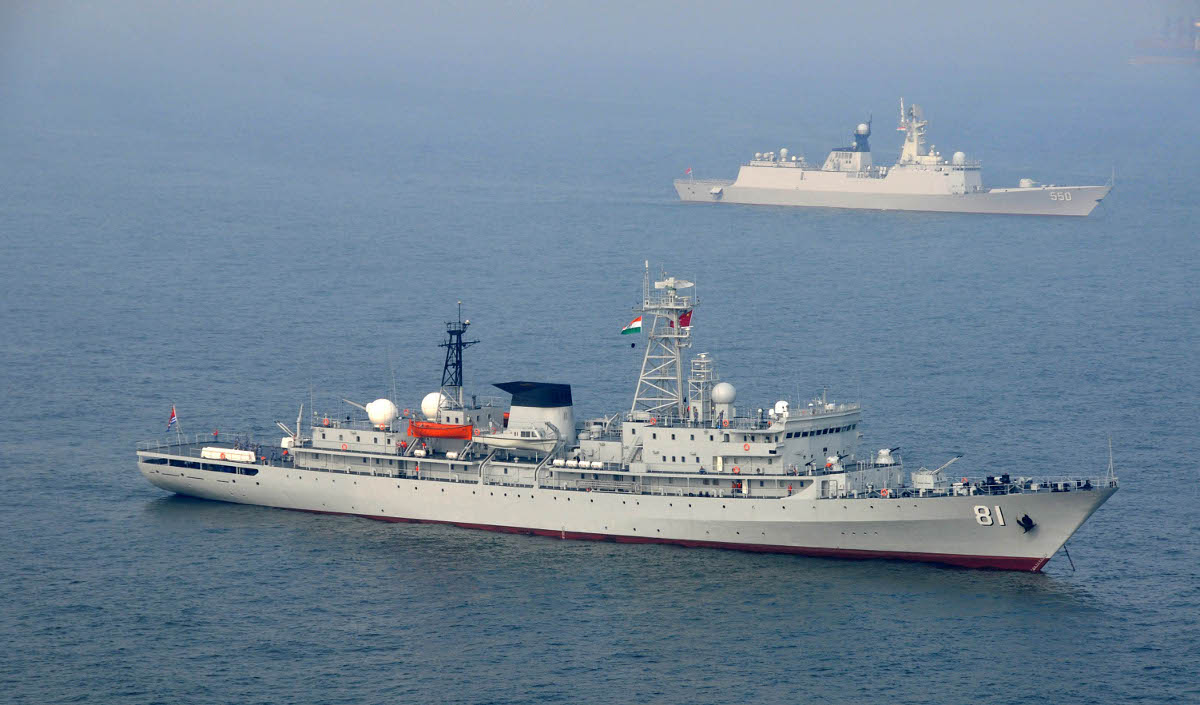
Čeng Che a fregaty typu 054A Wej-fang v Visakhapatnamu

Posádku plavidla tvoří 170 osob, 200 kadetů a 30 instruktor. Je vybaven dvěma 57mm dvoukanóny typu 66, které jsou umístěny na přídi a na zádi, dvěma 30mm dvoukanóny typu 69 na plošině před můstkem a dvěma pětihlavňovými 240mm raketovými vrhači hlubinných pum typu 81 (derivát ruských RBU-1200) na přídi. Na zádi se nachází přistávací plocha pro vrtulník, není však vybavena hangárem. Pohonný systém je koncepce CODAD. Tvoří jej dva diesely SEMT-Pielstick, každý o výkonu 3600 hp, pohánějící dva lodní šrouby. Nejvyšší rychlost dosahuje 21 uzlů. Dosah je 10 000 námořních mil při rychlosti 17 uzlů.